# Dinorah Bustamante
Dinorah Yoselin Bustamante Puerta es una fiscal militar venezolana. Durante su carrera ha llevado numerosos casos políticos, incluyendo el Roberto Marrero (jefe de despacho de Juan Guaidó), el del diputado Juan Requesens y el del concejal Fernando Albán. En 2020 la Unión Europea incluyó a Bustamante entre la lista de sus individuos sancionados.

## Carrera
Junto a la jueza Carol Padilla y el fiscal Farik Mora, durante su carrera ha llevado numerosos casos políticos, incluyendo el de Roberto Marrero (jefe de despacho de Juan Guaidó), el del diputado Juan Requesens y el del concejal Fernando Albán. y ha sido cuestionada por su actuación. Luego de cumplirse cuatro meses de detención del diputado Requesens, la comisión de Política Interior de la Asamblea Nacional revisó el estatus del enjuiciamiento inconstitucional y abrió una investigación contra los fiscales Bustamante, Mora, la jueza Padilla y la secretaria del tribunal, Yasmily Rojas, quienes fueron citados a compadecer por estar «involucrados en el secuestro del diputado».
Entre otros casos están el del coronel del ejército Johnny Rafael Mejías Laya (quien fue torturado y estuvo incomunicado por 15 días y torturado antes de ser presentado ante la jueza Carol Padilla), el general de la Guardia Nacional Héctor Hernández Da Costa (cuyo estado de salud se había deteriorado para 2020), el coronel de la Guardia Nacional Juan Francisco Rodríguez Dos Ramos, y acusados por el atentado contra Nicolás Maduro en Caracas de 2018.
El 29 de junio de 2020, la Unión Europea anunció que 11 individuos serían agregados a la lista de sancionados, incluyendo a Dinorah Bustamante.